# Віктор Фішер
Віктор Фішер (дан. Viktor Fischer, нар. 9 червня 1994, Орхус) — данський футболіст, нападник бельгійського «Антверпена».

## Клубна кар'єра
Народився 9 червня 1994 року в місті Орхус. Вихованець юнацьких команд футбольних клубів «Орхус», «Мідтьюлланд» та «Аякс».
У дорослому футболі дебютував 2012 року виступами за основну команду «Аякса», в якій швидко став основним гравцем нападу. Загалом за чотири сезони взявши участь у 79 матчах чемпіонату. За цей час виграв з командою два чемпіонства і один Суперкубок Нідерландів.
27 травня 2016 року було оголошено про перехід Фішера в англійський «Мідлсбро», сума трансферу склала 5 млн євро. 24 серпня нападник дебютував за «річників» в матчі Кубку Ліги проти «Фулхема» (1:2). Втім у новій команді Фішер не зумів стати основним гравцем, а після звільнення тренера Айтора Каранки у березні 2017 року Віктор зіграв лише в одній грі Прем'єр-ліги. Загалом за сезон данець зіграв лише 13 матчів у вищому дивізіоні, а його команда стала передостанньою та вилетіла в Чемпіоншип.
У червні 2017 року перейшов у німецький «Майнц 05», підписавши з клубом контракт на чотири роки. Втім і у цій команді основним гравцем стати не зумів, через що вже у січні 2018 року Фішер повернувся до Данії, підписавши контракт на 4,5 роки з «Копенгагеном».

## Виступи за збірні
2008 року дебютував у складі юнацької збірної Данії, взяв участь у 46 іграх на юнацькому рівні, відзначившись 27 забитими голами.
Протягом 2012—2016 років залучався до складу молодіжної збірної Данії. На молодіжному рівні зіграв у 7 матчах, відзначився двічі.
14 листопада 2012 року дебютував в офіційних іграх у складі національної збірної Данії в товариському матчі проти збірної Туреччини (1:1), вийшовши на заміну замість Мікаеля Крон-Делі на 66 хвилині.
Наразі провів у формі головної команди країни 21 матч, забив 3 голи.
| Дата       | Місто          | Господарі            | Результат | Гості       | Турнір                               | Голи | Примітки |
| ---------- | -------------- | -------------------- | --------- | ----------- | ------------------------------------ | ---- | -------- |
| 14-11-2012 | Стамбул        | Туреччина            | 1 – 1     | Данія       | товариський матч                     | -    | 66'      |
| 06-02-2013 | Скоп'є         | Північна Македонія   | 3 – 0     | Данія       | товариський матч                     | -    | 62'      |
| 14-08-2013 | Гданськ        | Польща               | 3 – 2     | Данія       | товариський матч                     | -    | 72'      |
| 06-09-2013 | Та-Калі        | Мальта               | 1 – 2     | Данія       | Відбір до ЧС 2014                    | -    | 83'      |
| 10-09-2013 | Єреван         | Вірменія             | 0 – 1     | Данія       | Відбір до ЧС 2014                    | -    | 66'      |
| 15-11-2013 | Гернінг        | Данія                | 2 – 1     | Норвегія    | товариський матч                     | -    | 60'      |
| 8-6-2015   | Брондбю        | Данія                | 2 – 1     | Чорногорія  | товариський матч                     | 1    | 73'      |
| 14-11-2015 | Стокгольм      | Швеція               | 2 – 1     | Данія       | Відбір до ЧЄ 2016                    | -    | 54'      |
| 3-6-2016   | Тойота (Айті)  | Боснія і Герцеговина | 2 – 2     | Данія       | Kirin Cup                            | 1    | 61'      |
| 7-6-2016   | Суйта          | Данія                | 4 – 0     | Болгарія    | Kirin Cup                            | -    |          |
| 31-8-2016  | Хорсенс        | Данія                | 5 – 0     | Ліхтенштейн | товариський матч                     | 1    | 65'      |
| 4-9-2016   | Копенгаген     | Данія                | 1 – 0     | Вірменія    | Відбір до ЧС 2018                    | -    |          |
| 8-10-2016  | Варшава        | Польща               | 3 – 2     | Данія       | Відбір до ЧС 2018                    | -    | 75'      |
| 11-10-2016 | Копенгаген     | Данія                | 0 – 1     | Чорногорія  | Відбір до ЧС 2018                    | -    | 66' 70'  |
| 15-11-2016 | Млада-Болеслав | Чехія                | 1 – 1     | Данія       | товариський матч                     | -    |          |
| 4-9-2017   | Єреван         | Вірменія             | 1 – 4     | Данія       | Відбір до ЧС 2018                    | -    | 67'      |
| 27-3-2018  | Ольборг        | Данія                | 0 – 0     | Чилі        | товариський матч                     | -    | 64'      |
| 2-6-2018   | Стокгольм      | Швеція               | 0 – 0     | Данія       | товариський матч                     | -    | 77'      |
| 9-6-2018   | Брондбю        | Данія                | 2 – 0     | Мексика     | товариський матч                     | -    | 72'      |
| 26-6-2018  | Москва         | Данія                | 0 – 0     | Франція     | ЧС 2018 - груповий етап              | -    | 60'      |
| 9-9-2018   | Орхус          | Данія                | 2 – 0     | Уельс       | Ліга націй УЄФА 2018-2019 - 1-й етап | -    | 46'      |
| Усього     |                | Матчів               | 21        |             | Голів                                | 3    |          |

## Титули і досягнення
- Чемпіон Нідерландів (2):

«Аякс»: 2012-13, 2013-14
- Чемпіон Данії (1):

«Копенгаген»: 2018-19
- Володар Суперкубка Нідерландів (1):

«Аякс»: 2013

## Особисте життя
Фішер — онук колишнього футболіста Поуля Педерсена (1932—2016), який також був гравцем збірної Данії і срібним призером Олімпійських ігор 1960 року. Як і дідусь, Фішер грає на фланзі. Хоча дід грав на правому фланзі, Віктор вважає за краще грати зліва.